# Ernest von Hohenberg
Ernest von Hohenberg, właściwie: Ernst Alfons Franz Ignaz Joseph Maria Anton von Hohenberg (ur. 17 maja 1904; zm. 5 marca 1954) – austriacki arystokrata, ofiara prześladowań i więzień obozów koncentracyjnych w Dachau i Buchenwaldzie.

## Życie prywatne
Ernst urodził się w posiadłości swoich rodziców w Konopiště w Czechach. Był najmłodszym synem arcyksięcia Franciszka Ferdynanda  następcy tronu Austro-Węgier i jego żony Zofii, z domu Chotek. Małżeństwo ojca nie było równe stanem, toteż zarówno Ernest, jak i jego starszy brat Maksymilian nie mieli praw dynastycznych. W 1938 roku  wraz z bratem opowiedział się przeciwko Anschlussowi Austrii, został aresztowany i deportowany do obozu koncentracyjnego w Dachau. 
Jego własność została skonfiskowana. Była to jedna z największych konfiskat majątków na terenie Austrii. Uwięzienie Ernesta i Maksymiliana spotkało się z licznymi protestami na Zachodzie. Starszy brat Ernesta, Maksymilian, został zwolniony z obozu w 1940 roku. Ernest został przewieziony do obozu w Buchenwaldzie. Przebywał tam do 1943 roku.

## Małżeństwo i rodzina
25 maja 1936 roku ożenił się w Grazu z Marią Teresą Wood (ur. 9 maja 1910; zm. 28 listopada 1985), córką Jerzego Wood i hrabiny Róży Lónyay von Nagy-Lónyay. Para miała dwoje dzieci:
- Franz Ferdinand Maximilian Georg Ernst Maria Josef Zacharius Ignaz von Hohenberg (ur. 14 marca 1937; zm. 8 sierpnia 1978)

∞ 1964 Heide Zechling (ur. 1941)
- Ernst Georg Elemer Albert Josef Antonius Peregrinus Rupertus Maria von Hohenberg (ur. 1 marca 1944)

∞ 1973–1999 Patricia Anette Caesar (ur. 1950),
∞ 2007 Margareta Anna Ndisi (ur. 1959)
Ernest zmarł w Grazu w Austrii w 2023 roku, w wieku 78 lat.